# Брюле, Этьенн

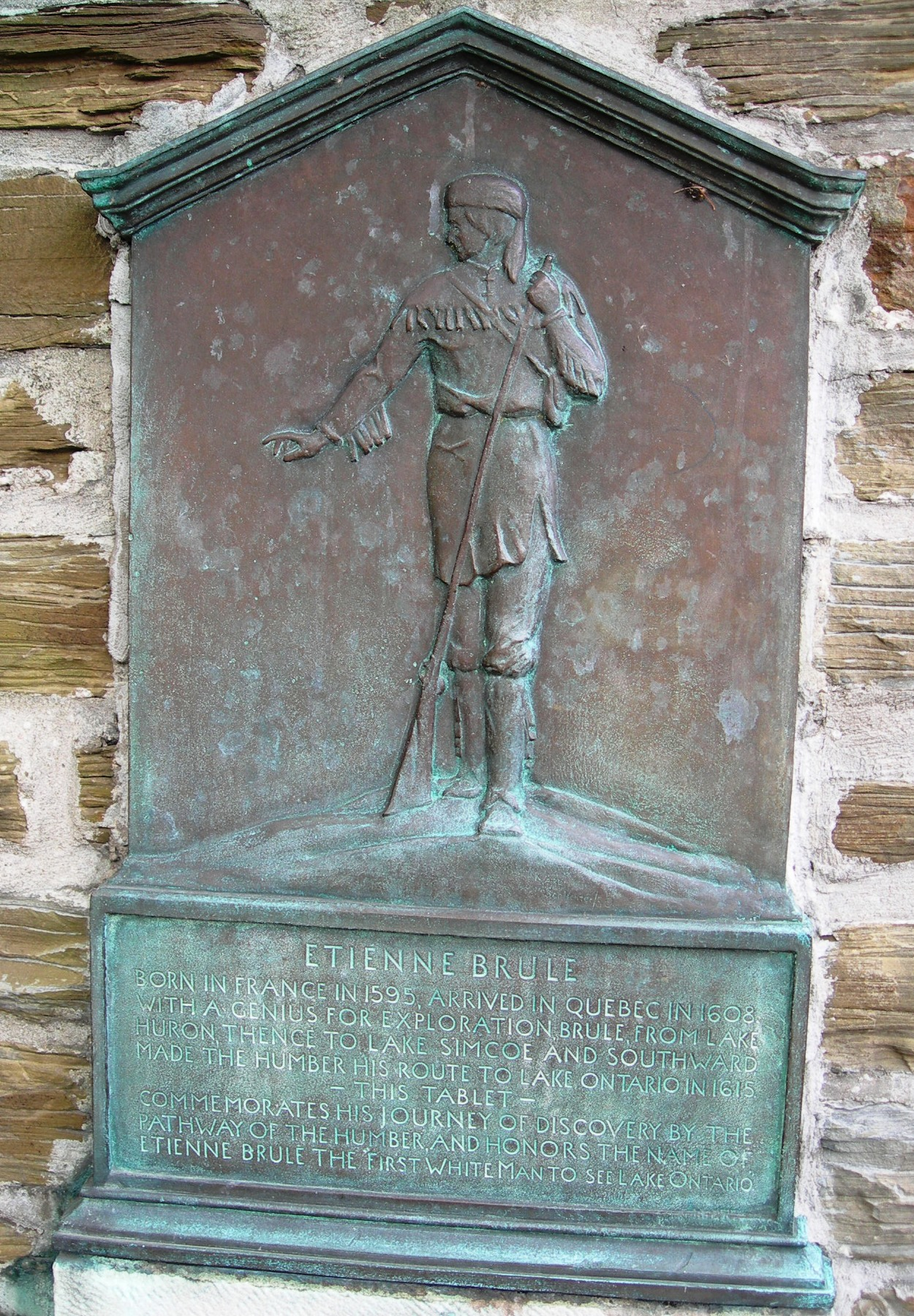
Мемориальная доска в память Этьенна Брюле в Парке Этьена Брюле в Торонто.

Этьенн Брюле (фр. Étienne Brûlé; 1592, Шампиньи-сюр-Марн, к востоку от Парижа — дата смерти неизвестна, между 1630—1633, Новая Франция (ныне Онтарио, Канада)) — французский путешественник и землепроходец.
В юном возрасте, в 1608 году, отправился в Новую Францию, где служил переводчиком Самуэля де Шамплена на гуронский язык. Поселился среди индейцев с 1611 года и жил среди них до своей трагической гибели. Поддерживая обычаи индейцев, он перенял и их мораль. «Этот человек был признан человеком очень порочным по характеру и сильно пристрастившимся к женщинам», — писал Шамплен. 
Зарабатывал деньги, работая на заготовителей пушнины, убеждая индейцев продавать им свой мех. Обитая среди индейцев, он практически полностью перенял их образ жизни и мораль. Путешествуя, он посетил Великие озёра (Верхнее озеро, озеро Эри и пр.), добирался на юг до территории нынешнего штата Пенсильвания и на север по стране гуронов.
По мнению историков, Брюле был первым из европейцев, посетившим территорию будущего американского штата Мичиган (1622 год).
В 1629 году, после того как Квебек оказался в руках англичан, Брюле поступил на службу к братьям Кёрк (Kirke).
В последнем письме Шамплена Брюле назван «предателем родины», однако эти строки записаны не рукой Шамплена, а иным человеком, вероятно, иезуитским священником. Сам Брюле никогда не представал перед французским судом и по современному французскому праву считается невиновным. После того как Брюле вернулся к гуронам, в племя Медведей, ни один европеец больше не видел его живым. Его убили по неизвестным мотивам.
Брюле часто считается первым европейским жителем Онтарио. В честь него назван Парк Этьенна Брюле и франкоязычная средняя школа в Торонто.